# Lijst van voetbalinterlands Brazilië - Noord-Korea
Deze lijst van voetbalinterlands is een overzicht van alle officiële voetbalwedstrijden tussen de nationale teams van Brazilië en Noord-Korea. De landen hebben tot op heden een keer tegen elkaar gespeeld. Dat was een groepswedstrijd tijdens het Wereldkampioenschap voetbal 2010 op 15 juni 2010 in Johannesburg (Zuid-Afrika).

## Wedstrijden
| № | Plaats       | Datum        | Competitie | Wedstrijd              | Uitslag |
| - | ------------ | ------------ | ---------- | ---------------------- | ------- |
| 1 | Johannesburg | 15 juni 2010 | WK 2010    | Brazilië − Noord-Korea | 2 − 1   |

## Samenvatting
| Competitie   | Totaal gespeeld | Winst Brazilië | Gelijk | Winst Noord-Korea | Doelsaldo Brazilië – Noord-Korea |
| ------------ | --------------- | -------------- | ------ | ----------------- | -------------------------------- |
| WK-eindronde | 1               | 1              | 0      | 0                 | 2 − 1                            |
| Totaal       | 1               | 1              | 0      | 0                 | 2 − 1                            |

Wedstrijden bepaald door strafschoppen worden, in lijn met de FIFA, als een gelijkspel gerekend.